# 亀岡八幡宮 (仙台市)
亀岡八幡宮（かめおかはちまんぐう）は、宮城県仙台市青葉区川内亀岡町にある神社。

## 祭神
- 応神天皇
- 神功皇后
- 玉依姫命

## 由緒
1189年（文治5年）に、伊達氏の祖・伊達朝宗が鎌倉の鶴岡八幡宮を居城近くの城下町に勧請したことに始まる。社名は創建時に霊亀が現れたことに由来している。その後、数度の移転を経て、1683年（天和3年）に伊達藩4代藩主伊達綱村により現在の地に遷宮された。

## 文化財

### 国指定重要文化財
- 太刀

### 宮城県指定文化財
- 石鳥居 附 鳥居額

### 仙台市市登録文化財
- 石段

## 所在地
- 宮城県仙台市青葉区川内亀岡町62